# 香港3D奇幻世界

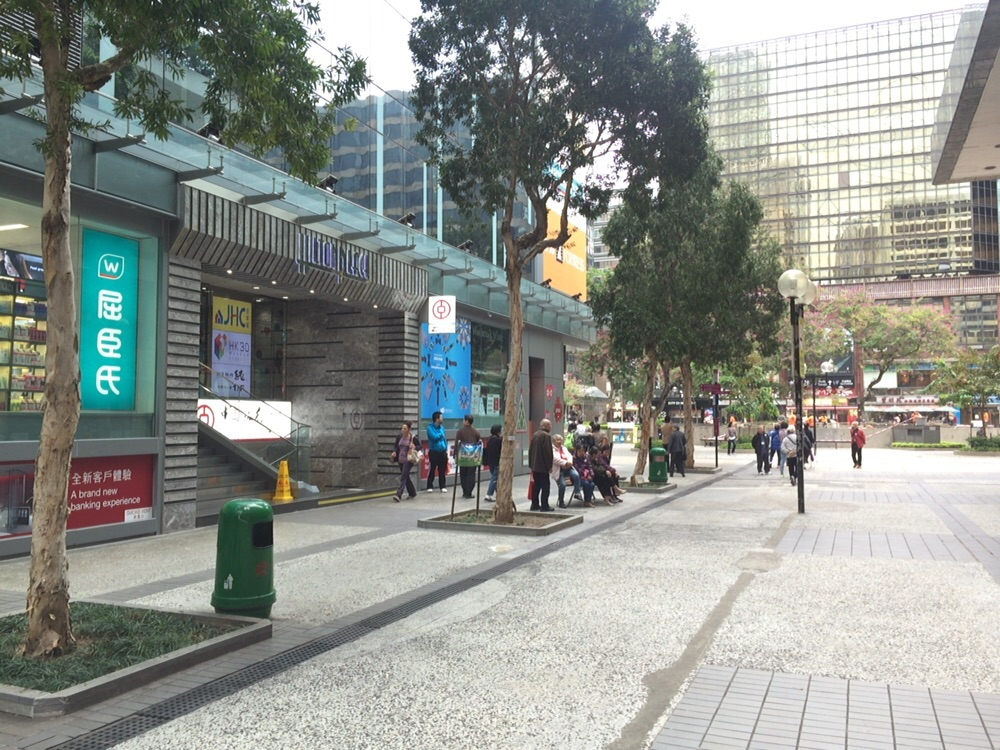
香港3D奇幻世界－外觀

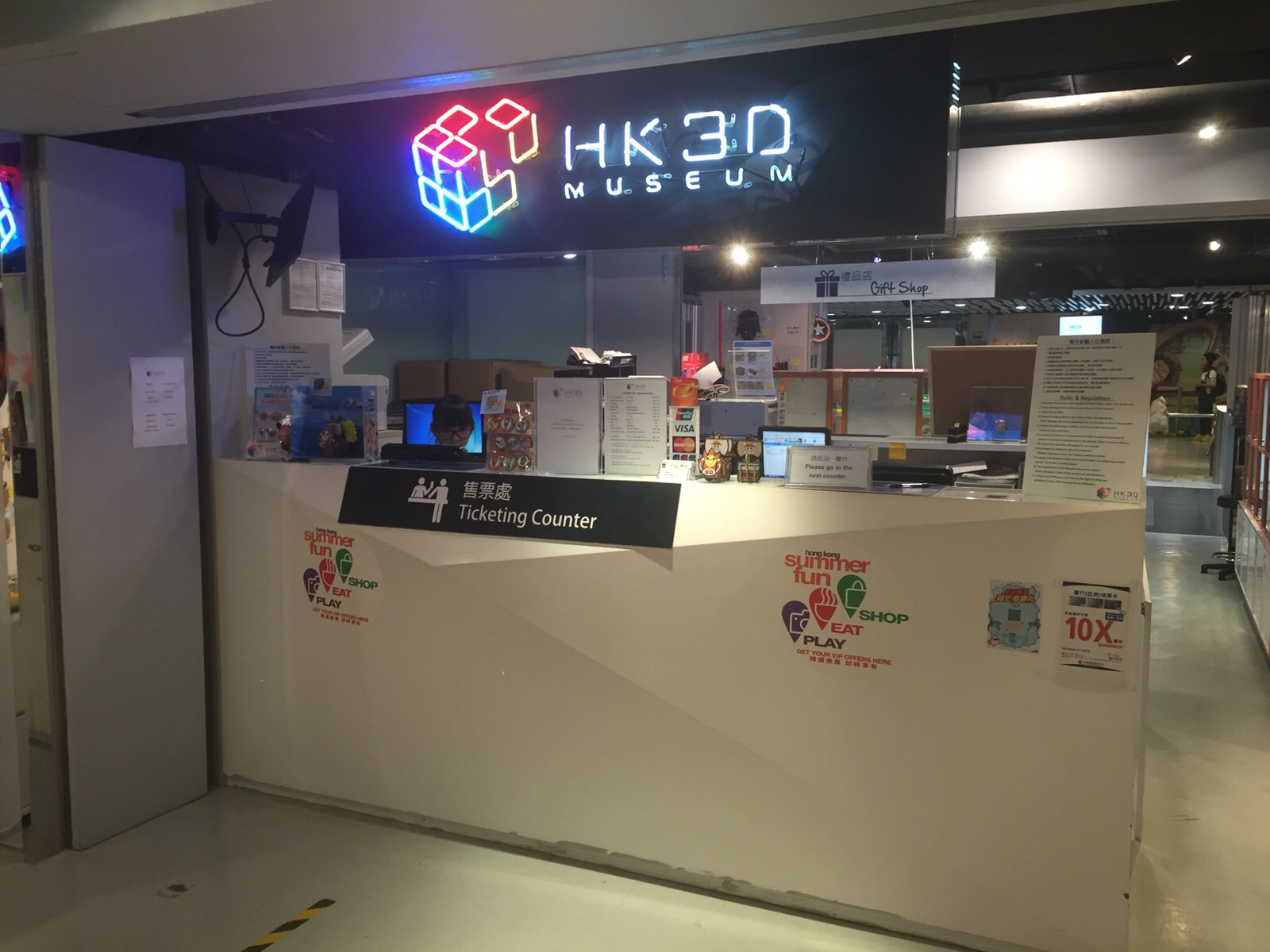
香港3D奇幻世界－售票處

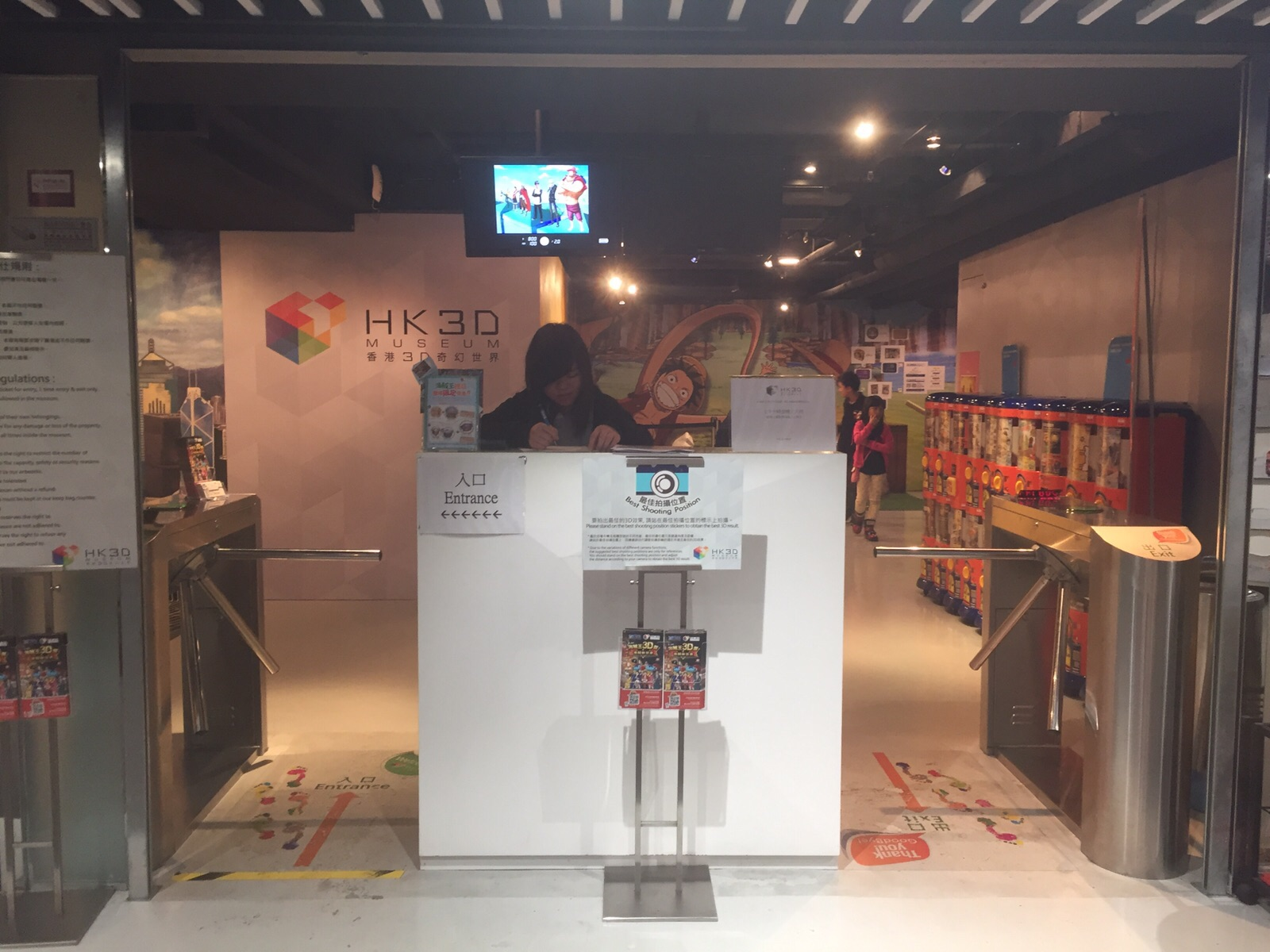
香港3D奇幻世界－入口

香港3D奇幻世界（英文：Hong Kong 3D Museum），曾是香港一家私營的視覺藝術美術館，位於九龍尖沙咀加連威老道96號希爾頓大廈1樓，佔地約萬平方呎，於2014年7月7日開幕。美術館內分為5個主題區，開幕初期展示3D藝術作品70多件, 並設置照片攝影指引。於2015年4月27日新增限定的「海賊王3D展」，展示3D藝術作品約60多件，展出日期至2016年1月17日。現時美術館主題為「第二階段海賊王3D展之勇闖新世界」，分為2個主題區－1) 香港主題區；2) 海賊王香港主題區-包括攤位遊戲及精品區。該館已於2017年9月1日結業。

## 門票價格[2]
- 成人 	港幣$168
- 小童 (3-11歲) 	港幣$120
- 長者 (65歲或以上) 	港幣$120
- 嬰兒 (3歲以下) 	免費

## 開放時間
7-8月:每日上午10時至晚上10時，最後入場時間為晚上9時。
9-6月:每日上午10時至晚上8時，最後入場時間為晚上7時。

## 主題區 (2014年7月7日－2015年4月26日)[3][4][5]
- 「香港文化」
  - 以現今香港特色為題。
- 「懷舊香江」
  - 以香港懷舊特色為題。
- 「中華文化」
  - 豐富的中華文化，特有習俗、人物角色、自然風光等，都以創意立體的方式呈現在你眼前。
- 「浪漫旅程」
  - 穿梭於天馬行空的世界裡，經歷不可思議的奇境，欣賞夢幻絕倫的景觀，與你的摯愛一起創造屬於你們的甜蜜回憶。
- 「奇想天地」
  - 新穎多彩的內容，意想不到的創意趣味，迎合不同人群的喜好。
- 「3D體驗主題」
  - 為了帶給大家全面的3D的體驗，展館除了3D畫外，特別加入其他3D展品，包括「星空」、「鏡子迷宮」、「無限空間」、「3D虛擬投影」和「視錯遊戲」等，讓參觀者體驗3D的奇妙之旅。

## 第一階段海賊王3D展主題區 (2015年4月27日－2015年9月30日)[6][7][8]
- 「香港文化」
  - 以現今香港特色為題。
- 「懷舊香江」
  - 以香港懷舊特色為題。
- 「浪漫旅程」
  - 穿梭於天馬行空的世界裡，經歷不可思議的奇境，欣賞夢幻絕倫的景觀，與你的摯愛一起創造屬於你們的甜蜜回憶。
- 「海賊王3D展」
  - 全球首個海賊王3D展，展出多個海賊王經典場景。

## 第二階段海賊王3D展主題區 (2015年10月1日－2016年1月17日)[9]
- 「香港情懷」
  - 和意大利著名視錯大師 Alessandro Diddi 攜手合作的香港主題3D畫，是館內最大型的3D畫。
- 「海賊王經典場面」
- 「海賊王香港特別版」
- 「魚人島大冒險」
- 「海賊王攤位遊戲」

## 奇幻首部曲 - 中國神話 (2016年1月下旬－2016年3月下旬)[10][11]
香港3D 奇幻世界將首度與Sanrio Hong Kong 合作，由一月至八月期間以「奇幻三部曲」為主題，分三階段邀請Sanrio 家族成員演繹多個經典的中國、西方及希臘神話故事造型，並首次以3D 畫形式呈現。
- 奇幻首部曲－中國神話：1 月下旬 – 3 月下旬
- 奇幻二部曲－西方童話：3 月下旬 – 6 月上旬
- 奇幻三部曲－希臘神話：6 月上旬 – 8 月下旬

## 交通
訪客可以經希爾頓大廈入口扶手電梯到達1樓票務中心，領取網上預購的門票或即場購票。